# Kadrovska psihologija
Kadrovska psihologija je eno izmed treh področij industrijsko-organizacijske psihologije. Drugi dve področji sta organizacijska psihologija (organizational psychology) in inženirska psiholgija  oz. psihologija dela (human engineering) . Kadrovska psihologija se ukvarja z zaposlovanjem, selekcijo kadra, usposabljanjem kadra, zaključevanjem karier, vrednotenjem dela itd. . Predvideva, da obstajajo razlike med ljudmi v lastnostih  in v vedenju pri delu in ko ugotovimo te razlike, lahko na podlagi tega predvidevamo, vzdržujemo in izboljšujemo izvedbo dela . Kadrovska psihologija raziskuje odnos med delavci in organizacijo . Pozornost je na delavcih in njihovih potrebah, sposobnosti in zmožnostih, razvoju kariere, plači itd. 

## Področja kadrovske psihologije
Delitve področij kadrovske psihologije so različne, kar pomeni, da lahko srečamo posamezno od spodaj navedenih področij tudi v sklopu drugih dveh poddisciplin. Tako na primer je analiza delovnega mesta oz. dela pogosto razvrščena kot vsebina proučevanja in prakse v sklopu psihologije dela, participativni management pa v organizacijsko psihologijo. Naslednja delitev področij kadrovske psihologije je povzeta po knjigi Personnel psychology .

### Selekcija kadra
Selekcija kadra je proces, ki zajema številne aktivnosti, s katerimi organizacija izbere najprimernejše ljudi za določeno delovno mesto. Ta proces je namenjen odločitvi, koga sprejeti v organizacijo in odločitvi glede menjave delovnega mesta znotraj organizacije. 
Področje selekcijskega postopka je najbolj raziskano področje delovne in organizacijske psihologije z dolgo zgodovino. V preteklosti so psihologi želeli predvsem napovedovati prispevek zaposlenega organizaciji glede na medosebne razlike. Najbolj je bila ta paradigma uporabljena med 2. svetovno vojno za selekcijo pilotov. Večina pripomočkov in metod za selekcijo kadra izhaja iz te paradigme, dandanes pa se ob njej pojavljajo tudi nove kot na primer karierni management .

### Ocenjevanje kadra
Glavni cilji ocenjevanja kadra so : 
1. upravljanje z zaposlenimi (odmerjanje plač, napredovanja, odpuščanja itd.),
2. izboljševanje motivacije in učinkovitosti pri delupreko povratne informacije (ocene),
3. identifikacija potencialnih kandidatov za višja, vodstvena delovna mesta in
4. postavljanje kriterijev za selekcijo in usposabljanje  kadra.

Pri ocenjevanju zaposlenega je potrebno upoštevati tako organizacijski kot socialni kontekst zaposlenega .
Poznamo tudi ocenjevalne centre, ki nam pomagajo pri ocenjevanju kadra.  Ime izhaja iz stavbe, kjer ljudje sodelujejo v različnih nalogah in aktivnostih, z namenom da organizacija oceni primernost njihovih sposobnosti za določeno delovno mesto. Te centre so v njihovem začetku, okoli leta 1960, uporabljale velike organizacije kot so vojska in multinacionalke. Danes se na tak način te metode ne uporabljajo več, so pa vplivale na selekcijski postopek, ki je presegel uporabo zgolj klasičnih psiholoških metod (vprašalniki, lestvice, intervjuji) in vključil določene naloge, ki so relevantne za določeno delovno mesto in jih mora posameznik opraviti 

### Analiza dela
Področje analize dela se ukvarja z ugotavljanjem, katere naloge so za določeno delovno mesto najpomembnejše, kako se izvajajo in kakšne značilnosti, sposobnosti, znanje, izkušnje, osebnostne lastnosti morajo imeti ljudje, da bodo učinkoviti na tem delovnem mestu. Analiza dela je osnova za opis dela, zaposlovanje, selekcijo kadra, usposabljanje, napredovanje, rekonstruiranje dela itd. Poznamo na delo osredotočeno in na posameznika osredotočeno analizo dela. Prvi pristop govori o nalogah, orodjih, napravah, delovnem okolju, ki so značilni za določeno delovno mesto. Drugi pristop govori o značilnostih in sposobnostih delavca, ki so potrebne za izvršitev nalog na določenem delovnem mestu .

### Organiziranje delovnega mesta in določanje značilnosti nalog
Značilnosti nalog so pomembne za zadovoljstvo in motivacijo zaposlenih. To področje se ukvarja z vsebino in strukturo nalog ter predstavlja obogatitev delovnega mesta. Paradigma na začetku 20. stoletja je zagovarjala, da je potrebno delo razdeliti na čim več preprostih nalog. delavci naj bi bili zaradi tega bolj produktivni, kontrola nad procesom produkcije pa bi naj bila boljša. Kmalu so ugotovili, da takšno delo ni zadovoljujoče. V zadnjih desetletjih se psihologi na tem področju ukvarjajo s fenomeni kot so: obogatitev dela, kvaliteta dela, humanizacija dela itd. Posebno pozornost jim posvečajo zaradi različnih problemov, ki se pojavljajo pri delu kot na primer nizka produktivnost, absentizem, nizko zadovoljstvo z delom, odhodi iz organizacije itd. . 

### Evalvacija dela in vrednotenje dela
Evalvacija dela se uporablja predvsem kot osnova za postavljanje plačnega sistema v neki organizaciji. Je proces preučevanja delovnih aktivnosti, ki jih zaposleni opravlja in delovnih pogojev, pod katerimi dela na določenem delovnem mestu. Evalvacija dela poteka postopoma. Najprej je potrebno opisati delovno mesto. Potem se določijo karakteristike delovnega mesta, ki se jim dodeli ustrezna vrednost. Iz teh vrednosti se izračuna globalna vrednost dela in na podlagi te vrednosti se dela kategorizirajo. To nam pomaga, da lažje postavimo plačni sistem in tako določimo plače za določena delovna mesta . Delo na tem mestu označuje vse naloge, ki jih mora zaposleni opraviti, odločitve, ki jih mora sprejeti in značilnosti delovnega okolja, v katerem dela. Zanimajo nas objektivne značilnosti dela in ne to, kako ga zaposleni izvede. Kljub vsemu se povišanje plače uporablja kot nagrajevanje zaposlenih za učinkovito delo, zato lahko zaposleni evalvacijo dela razumejo kot nekaj kar opredeljuje individualne plače, čeprav jih v resnici ne . 

### Usposabljanjezaposelnih
Pomembno je, da delovno silo usposabljamo, če želimo, da bo konkurenčna v prihodnosti. Gre za to, da se trg spreminja in s tem tudi potrebe oz. zahteve trga dela. delavci se za svoj poklic usposobijo med izobraževanjem, ko pa začnejo opravljati delo, se usposabljanje zaključi. Posledica tega je tudi, da je veliko nekvalificiranih delavcev funkcionalno nepismenih ali pa sploh ne znajo brati. Pojavljajo se dela, ki so čedalje bolj kompleksna in miselno zahtevna, delavci pa za to niso usposobljeni. To pa zato, ker so delavci, ko pride do preobrata na trgu in s tem zmanjšanja delovnih mest ter odpuščanj, prepuščeni samim sebi. Najbolj ogroženi so tisti v poklicih kot so mehaniki, montažerji, varilci, nekvalificirani delavci v tovarnah. Ti ljudje nujno potrebujejo usposabljanje, da bi lahko delali v hitro naraščajočih visoko tehnoloških podjetjih. Prizadevati si je treba za vseživljenjsko izobraževanje .

### Delovna socializacija novincev
Ko mladi vstopijo na trg dela, morajo pridobiti določene spretnosti, spremenijo se njihove vrednote, vloge, odnosi itd. To vse se spreminja v procesu delovne socializacije, ki vključuje več faktorjev, ki so predvsem psihološki, sociološki in ekonomski. To področje se ukvarja z ljudmi med 18. in 30. letom, torej s tistimi, ki začenjajo svojo poklicno kariero. V tem času se zgodijo tudi razne druge spremembe kot na primer to, da mladi postanejo finančno neodvisni, zapustijo primarno družino in si ustvarijo svojo družino. Delovna socializacija (pridobivanje vlog, spretnosti, vrednot, vedenj) se začne v otroštvu in traja do takrat, ko se posameznik zaposli. Ta faza se imenuje anticipatorna (vnaprejšnja) socializacija. Ko posameznik vstopi na trg dela se začne konfrontacijska faza. Proces je zaključen v adaptacijski fazi. Na to, kako uspešen bo mladi delavec, vplivajo osebni faktorji na primer interesi, sposobnosti, znanje. Vplivajo tudi strukturni faktorji delovnega okolja in širši socio-ekonomski, kulturni in politični faktorji kot na primer zakoni v gospodarstvu. Če se osredotočimo na psihološki vidik, so pri delovni socializaciji pomembne predvsem tri veje psihologije. Razvojna psihologija se ukvarja s fenomenom identitete, torej s tem, kako se posameznik dojema v vlogi delavca. Socialna psihologija preučuje prevzemanje vloge delavca z vidika socialnega konteksta, pri čemer je zelo pomemben proces socialne primerjave. Psihologija osebnosti pa se ukvarja z individualnimi razlikami med posamezniki in z njimi razlaga, zakaj socializacija ni enako uspešna za vse .

### Razvoj vodstva
Razvoj vodstva je proces, skozi katerega posamezniki pridobijo izkušnje, sposobnosti, znanja in izboljušujejo svojo sposobnost za izvajanje vodstvenih (managerskih) nalog . 
Razvoj zajema tri stvari : 
1. izobraževanje, preko katerega posamezniki pridobijo znanje in konceptualne spretnosti v šolskih situacijah),
2. neodvisen trening za managerja, ki zajema aktivnosti, ki omogočajo pridobitev specifičnih spretnosti za delovno mesto, na katerem posameznik trenutno je in
3. trening na delovnem mestu, ki se nanaša na izkušnje, ki jih posameznik pridobi na delovnem mestu preko različnih nalog, ki jih opravlja.

### Razvoj in vodenje kariere
Kadrovska psihologija se ukvarja tudi s kariero posameznih zaposlenih. V zadnjih letih zanimanje za to področje narašča, zaradi sprememb, ki jih povzroča povečana dinamika v organizacijah. Razvoj poklicne kariere pomeni vseživljenjski proces pridobivanja znanja, izkušenj, sposobnosti, delovanja na različnih področjih z namenom, da dosežemo nek cilj, ki smo si ga zastavili. To je pomembno, zato da se ne ustavimo na enem mestu, ampak se ves čas razvijamo in na ta način izpopolnjujemo svoje življenje ter mu dajemo smisel . Vodenje kariere pa pomeni obvladovanje kariernega razvoja. Lahko svojo kariero vodimo sami, lahko pa nam pomagajo različni strokovnjaki . Če svojo kariero vodimo sami, je pomembno, da imamo veščine iskanja zaposlitve, prepoznavanja možnosti zaposlitve v okolju, da poznamo lastne interese in kompetence, da znamo sprejemati odločitve o svoji karieri in da vemo, kako uresničiti določene poklicne cilje . 

### Participativni management
Participativni ali sodelovalni management pomeni, da odločitve v organizaciji sprejema nadrejeni skupaj s svojimi podrejenimi, na katere te odločitve vplivajo. Zaposleni sodelujejo pri sprejemanju odločitev, tako da prisostvujejo pri postavljanju ciljev, urnikov dela, dajejo predloge za izboljšave itd. Na ta način so predlogi in ideje zaposlenih lahko izražene in upoštevane . Ugotovili so, da obstajajo pozitivne povezave med sodelovanjem zaposlenih pri pomembnih odločitvah in njihovo motivacijo , zadovoljstvom in uspešnostjo pri delu . Najvišji nivo participativnega management je ta, da ima zaposleni lastniški delež podjetja . 

#### Pogajanja
Pogajanja lahko obravnavamo kot del participativnega managementa. Do njih v organizaciji pride, ko se želijo vsi člani organizacije o nečem strinjati. Lahko gre za pogajanja o plačah, času na delovnem mestu, delu, delovnih pogojih, kadru, raznih postopkih. Pogajanja so se uveljavila, saj se je kontrola organizacije skozi leta spremenila od vertikalne k horizontalni kontroli, kjer gre za sodelovanje vseh ljudi (ali njihovih predstavnikov) v organizaciji . 

### Psihologija delainzdravja: metode intervencije
Ta disciplina se je začela razvijati v srednjih 80-ih letih 20. stoletja predvsem zaradi povečane odsotnosti z dela (absentizma) in prezgodnjih upokojitev. To področje lahko definiramo kot poddisciplino psihologije, ki se ukvarja s promocijo zdravja in učinkovitostjo zaposlenih. Ukvarja se z diagnosticiranjem, svetovanjem, terapijo, raziskovanjem, treningom in izobrazbo. Pozitivni vpliv na zaposlene imajo nekatere značilnosti organizacije kot so: manjša hierarhija, večja svoboda zaposlenih pri delu, skupinske naloge, zanimivost dela, fleksibilnost organizacije. To vse poveča zadovoljstvo in zmanjša absentizem. Ker se populacija stara, bo vse manj mlade delovne sile in zato moramo poskrbeti, da delovna sila, ki je vse starejša, ostane zdrava . 

### Ostala področja
Obstajajo še druga področja, s katerimi se ukvarja kadrovska psihologija. Po delitvi, ki so jo predstavili Drenth, Thierry in de Wolf  lahko omenimo še konflikte na delovnem mestu in njihovo premagovanje ter ženske na delovnem mestu. Druge delitve lahko zajemajo še druga področja. 

### Aplikacija kadrovske psihologije
Vedenja s področja kadrovske psihologije se uporabljajo v kadrovskih službah v različnih organizacijah, po navadi velikih . Kadrovska psihologija je uporabna v podjetjih za kadrovsko, karierno ali poklicno svetovanje , zaposlitvenih agencijah, zavodih za zaposlovanje. Kadrovski psihologi se lahko zaposlijo tudi v vladi . znanja iz kadrovske psihologije se uporabljajo tudi npr. v šolah za poklicno usmerjanje učencev in dijakov ter v vojski za nameščanje kandidatov na ustrezna mesta, svetovanje vodstvu, povečevanje motivacije in morale.